# Posey Range
Die Posey Range ist ein Gebirgszug im östlichen Teil der Bowers Mountains des ostantarktischen Viktorialands. Er wird vom Smithson-, Graveson-, Lillie- und dem Champness-Gletscher eingefasst. 
Das Gebiet wurde durch Vermessungsarbeiten des United States Geological Survey und mithilfe von Luftaufnahmen der United States Navy zwischen 1960 und 1962 kartografisch erfasst. Das Advisory Committee on Antarctic Names benannte ihn 1964 nach dem Meteorologen Julian W. Posey (1916–2006), wissenschaftlicher Leiter der Amundsen-Scott-Südpolstation im Winter 1959.